# بحيرة فيجوزيرو
بحيرة فيجوزيرو هي بحيرة كبيرة في المياه العذبة في جمهورية كاريليا، في الجزء الشمالي الغربي من روسيا. تبلغ مساحتها 1250 كم 2 (480 ميل مربع)، وهي جزء من مياه نهر فيغ في حوض البحر الأبيض.